# Route nationale 786b
La route nationale 786B ou RN 786B était une route nationale française reliant Saint-Alban à Lamballe. À la suite de la réforme de 1972, elle a été déclassée en RD 791.

## Ancien tracé de Saint-Alban à Lamballe (D 791)
- Saint-Alban
- Lamballe